# Katja Hänninen
Katja Hänninen, född 26 januari 1980 i Oulais, är en finländsk politiker (Vänsterförbundet). Till utbildningen är Hänninen studentmerkonom. Hon är ledamot av Finlands riksdag sedan 2014. Merja Kyllönen blev invald i Europaparlamentet och Hänninen ersatte henne i riksdagen. Hänninen valdes sedan till riksdagen i riksdagsvalet 2015 med 6 007 röster från Uleåborgs valkrets.